# Johann Georg Rachals
Johann Georg Rachals, auch Rachhalß, († 16. September 1678) war ein kursächsischer Beamter. Er war Rat des Erzgebirgischen Kreises, Ober- wie auch Amtmann der kursächsischen Ämter Schwarzenberg und Crottendorf.

## Leben
Der älteste Sohn des gleichnamigen kurfürstlichen Wildmeisters in Augustusburg trat zunächst als kurfürstlich-sächsischer Amtschreiber der Ämter Schwarzenberg und Crottendorf in den Dienst des sächsischen Kurfürsten und war ab 1664 bis zu seinem Tod Ober- wie auch Amtmann dieser beiden kombinierten Amter. Gleichzeitig war er am Hof zu Dresden kurfürstlicher Rat des Erzgebirgischen Kreises. Kurz vor seinem Tod erreichte er 1677 die Vererbung des Amtshauses in Schwarzenberg.

## Familie
Er heiratete 1656 die jüngste Tochter eines seiner Amtsvorgänger Christian Person, Anna Magdalena Person (* 20. Juni 1632 in Schloss Lauterstein; † 25. September 1677 in Schwarzenberg). Aus dieser Ehe ging u. a. der kursächsische Rentkammersekretär Johann Georg Rachals hervor.